# Пињаре (Виченца)
Пињаре је насеље у Италији у округу Виченца, региону Венето.
Према процени из 2011. у насељу је живело 153 становника. Насеље се налази на надморској висини од 137 м.